# Swinton (Grande Manchester)
Swinton è una frazione di Salford nella contea della Greater Manchester, in Inghilterra. Fu un municipio fino al 1974 col nome di Swinton and Pendlebury. Con l’annessione a Salford avvenuta quell’anno, Swinton mise a disposizione il suo palazzo municipale per la nuova città unificata.